# ギュリズ・オーロフスダッタ
ギュリズ・オーロフスダッタ（デンマーク語：Gyrid Olavsdatter, 10世紀）は、デンマーク王ハーラル1世の王妃。

## 生涯
サガにおいて、ギュリズはスウェーデン王オーロフ（2世）（エリク6世の弟）と妃インゲボーとの間の娘とされている。
サガによると、ギュリズの兄弟スティルビョルンがギュリズとハーラル1世との結婚をまとめるためギュリズをデンマークに連れて行ったという。スティルビョルンはハーラル1世の娘タイアと結婚した。
ハーラル1世の死（986/7年）の後のギュリズについては、記録に残されていないため不明である。
ギュリズはハーラル1世の2人の妃のうちの一人であったともみられている（もう一人の妃の名はトーラまたはトーヴェとされている）。

## 子女
- スヴェン1世（960年 - 1014年） - デンマーク王
- タイア（スュリ、en） - 1.スティルビョルンと結婚、2.ヴェンドランド王ブリスラヴと結婚、3.ノルウェー王オーラヴ1世と結婚。最初の結婚により、デンマーク王スヴェン2世およびイングランド王ハロルド2世の曽祖母となった。